# Champseru
Champseru é uma comuna francesa na região administrativa do Centro, no departamento Eure-et-Loir. Estende-se por uma área de 15,29 km². Em 2010 a comuna tinha 339 habitantes (densidade: 22,2 hab./km²).